# Medea Amiranashvili
Medea Petrovna Amiranashivli (10 ottobre 1930 – 2 dicembre 2023) è stata un soprano, insegnante e direttrice artistica georgiana.

## Biografia
Medea Amiranashvili nacque il 10 ottobre 1930 da due cantanti d'opera, Peter Amiranashvili e Nadezhda Tsomaia.
Nel 1953 si diplomò in canto lirico al conservatorio di Tbilisi, dove aveva studiato con Alexander Inashvili e Olga Bakhutashvili-Shulgina. 
Cantò nell'opera e nei concerti; la sua voce accompagnò anche la musica da camera. Si esibì in Europa, in Oceania e nel Canada.
Dal 1972 lavorò al conservatorio di Tbilisi; dal 1982 vi ebbe il ruolo di docente.
Dal 1991 al 2006 fu direttrice artistica dell'Opéra di Kutaisi.
Cittadina onoraria di Kutaisi, nel 1976 fu proclamata Artista del popolo dell'Unione Sovietica, un riconoscimento già ottenuto da entrambi i genitori. 
Medea Amiranashvili è morta il 2 dicembre 2023, all'età di 93 anni.

## Vita privata
Ebbe due figli: un maschio,  Otar Parulava, scultore, e una femmina, Marine Parulava, cantante.